# Martín Alberto García
Martín Alberto García (* 2. Mai 1977 in Buenos Aires) ist ein ehemaliger argentinischer Tennisspieler. Er war Spezialist für das Doppel.
García konnte acht Titel auf der ATP Tour im Doppel gewinnen, bei insgesamt 17 Finalteilnahmen. Seine höchste Platzierung in der Doppel-Weltrangliste war die Nummer 21 im Jahr 2001.

## Erfolge
| Legende                                          |
| Grand Slam                                       |
| Tennis Masters Cup                               |
| ATP Masters Series ATP World Tour Masters 1000   |
| ATP International Series Gold ATP World Tour 500 |
| ATP International Series ATP World Tour 250 (8)  |

| Siege nach Belag |
| Sand (6)         |
| Hartplatz (2)    |
| Rasen (0)        |
| Teppich (0)      |

### Doppel

#### Turniersiege
| Nr. | Datum            | Turnier      | Belag     | Partner          | Finalgegner                           | Ergebnis       |
| --- | ---------------- | ------------ | --------- | ---------------- | ------------------------------------- | -------------- |
| 1.  | 29. August 1999  | Boston       | Hartplatz | Guillermo Cañas  | Marius Barnard T. J. Middleton        | 5:7, 7:62, 6:3 |
| 2.  | 3. Oktober 1999  | Bukarest     | Sand      | Lucas Arnold Ker | Marc-Kevin Goellner Francisco Montana | 6:3, 2:6, 6:3  |
| 3.  | 1. Oktober 2000  | Palermo (1)  | Sand      | Tomás Carbonell  | Pablo Albano Marc-Kevin Goellner      | kampflos       |
| 4.  | 24. Juli 2005    | Amersfoort   | Sand      | Luis Horna       | Fernando González Nicolás Massú       | 6:4, 6:4       |
| 5.  | 2. Oktober 2005  | Palermo (2)  | Sand      | Mariano Hood     | Mariusz Fyrstenberg Marcin Matkowski  | 6:2, 6:3       |
| 6.  | 1. Oktober 2006  | Palermo (3)  | Sand      | Luis Horna       | Mariusz Fyrstenberg Marcin Matkowski  | 7:61, 7:62     |
| 7.  | 25. Februar 2007 | Buenos Aires | Sand      | Sebastián Prieto | Albert Montañés Rubén Ramírez Hidalgo | 6:4 6:2        |
| 8.  | 6. Januar 2008   | Adelaide     | Hartplatz | Marcelo Melo     | Chris Guccione Robert Smeets          | 6:3 3:6 [10:7] |

#### Finalteilnahmen
| Nr. | Datum              | Turnier        | Belag     | Partner          | Finalgegner                          | Ergebnis           |
| --- | ------------------ | -------------- | --------- | ---------------- | ------------------------------------ | ------------------ |
| 1.  | 14. Januar 2001    | Auckland (1)   | Hartplatz | David Adams      | Marius Barnard Jim Thomas            | 6:710, 4:6         |
| 2.  | 4. März 2001       | Acapulco       | Sand      | David Adams      | Donald Johnson Gustavo Kuerten       | 3:6, 6:75          |
| 3.  | 13. Januar 2002    | Auckland (2)   | Hartplatz | Cyril Suk        | Jonas Björkman Todd Woodbridge       | 6:75, 6:77         |
| 4.  | 14. April 2002     | Casablanca (1) | Sand      | Luis Lobo        | Stephen Huss Myles Wakefield         | 4:6, 2:6           |
| 5.  | 25. Juli 2004      | Kitzbühel      | Sand      | Lucas Arnold Ker | František Čermák Leoš Friedl         | 3:6, 5:7           |
| 6.  | 15. August 2004    | Sopot (1)      | Sand      | Sebastián Prieto | František Čermák Leoš Friedl         | 6:2, 2:6, 3:6      |
| 7.  | 10. April 2005     | Casablanca (2) | Sand      | Luis Horna       | František Čermák Leoš Friedl         | 4:6, 3:6           |
| 8.  | 24. April 2005     | Houston        | Sand      | Luis Horna       | Mark Knowles Daniel Nestor           | 3:6, 4:6           |
| 9.  | 6. August 2006     | Sopot (2)      | Sand      | Sebastián Prieto | František Čermák Leoš Friedl         | 3:6, 5:7           |
| 10. | 17. September 2006 | Bukarest (1)   | Sand      | Luis Horna       | Mariusz Fyrstenberg Marcin Matkowski | 7:65, 6:75, [8:10] |
| 11. | 6. Mai 2007        | Estoril        | Sand      | Sebastián Prieto | Marcelo Melo André Sá                | 6:3, 2:6, [6:10]   |
| 12. | 15. Juli 2007      | Båstad         | Sand      | Sebastián Prieto | Simon Aspelin Julian Knowle          | 2:6, 4:6           |
| 13. | 5. August 2007     | Sopot (3)      | Sand      | Sebastián Prieto | Mariusz Fyrstenberg Marcin Matkowski | 1:6, 1:6           |
| 14. | 16. September 2007 | Bukarest (2)   | Sand      | Sebastián Prieto | Oliver Marach Michal Mertiňák        | 6:72, 6:710        |